# Punaborststjärt
Punaborststjärt (Asthenes helleri) är en fågel i familjen ugnfåglar inom ordningen tättingar.

## Utseende och läten
Punaborststjärten är en rätt liten (17–18 cm) ugnfågel i brunt och grått. Ovansidan och hjässan är rostbrun, med ljusare lång och djupt kluven stjärt. Undersidan, även strupen, är gråaktig. Lätet består av en serie fräsande toner, först ökande och sedan avtagande i ljudstyrka.

## Utbredning och systematik
Fågeln förekommer i Anderna i södra Peru (södra Cuzco och Puno). Den behandlas som monotypisk, det vill säga att den inte delas in i några underarter.

## Status
IUCN kategoriserar arten som livskraftig.

## Namn
Puna är en naturtyp med bergsslätter och ödemarker i de centrala delarna av Anderna i Sydamerika. Fågelns vetenskapliga artnamn hedrar Edmund Heller (1875-1939), amerikansk naturforskare och samlare av specimen.